# Transplante de Corintiano
"Transplante de Corintiano", também conhecida por "Coração Corintiano", é uma famosa marchinha de Carnaval composta em 1968 por Manoel Ferreira, Ruth Amaral e Gentil Junior, que ganhou notoriedade na voz de Silvio Santos.
Ela recebeu o troféu de marchinha campeã do carnaval de 1969.
Segundo a esposa de Gentil Junior, a ideia da canção surgiu da junção de 2 fatos que aconteceram na mesma época: o jejum de títulos que o Corinthians vivia na década de 1960 e o primeiro transplante de coração da história, realizado em 1967.

## Curiosidades
- 2 anos depois, os compositores Mauro de Almeida e Neyde Pereira escreveram uma marchinha em resposta a essa canção. Interpretada por Sidney Sander e gravada pelo selo Triunfo, a letra rebatia a ideia de outro coração corintiano, pedindo para que fosse transplantado um coração palmeirense no lugar, acabando assim com o constante sofrer do torcedor.[2]